# Городище лужицкой культуры (Бачин)
Городище лужицкой культуры (пол. Cmentarzysko kultury łużyckiej) — городище, находящееся в Польше около населённого Бачин, гмина Лишки Краковского повята Малопольского воеводства. Охраняемый памятник Малопольского воеводства.
Городище лужицкой культуры классической фазы её развития (VII—VIII вв.) было открыто в 1964 году в восточной части Бачина около холма Гура-Замковая. В результате археологических исследований, проводимых археологами Й. и А. Краусс с 24 августа по 19 сентября 1964 года и со 2 августа по 7 сентября 1965 года, в городище было обнаружено в общей сложности около 400 могильников с предметами различных погребальных обрядов. В городище также были найдены предметы быта лужицкой культуры.
31 марта 1980 года городище было внесено в реестр памятников культуры Малопольского воеводства (№ A-453).

## Источник
- Pradzieje i średniowiecze ZZJPK, Kraków 1995, s. 97, 98, 103, 109.
- Kultura łużycka — Pradzieje powiatu krakowskiego, t. II, Zeszyty Naukowe UJ, Prace Archeologiczne, zeszyt 2, Kraków, s. 47-99.
- J. Prokopowicz-Krauss, Cmentarzysko kultury łużyckiej w Baczynie pow. Kraków (Materiały Archeologiczne, t. VIII, s. 133—159.